# Esther Pavihi
Pour les articles homonymes, voir Pavihi.
Gustava Esther Pavihi, dite Esther Pavihi, est une journaliste et femme politique niuéenne.

## Biographie
Elle est la fille d'Aokuso Pavihi, le ministre des Finances de 1997 à 1999. 
Un temps co-gérante du motel Esther's Village Motel fondé par son père dans le village d'Avatele,, Esther Pavihi se présente au scrutin national aux élections législatives niuéennes de 2008 et est élue députée au Parlement de Niué,. Membre de la majorité parlementaire du Premier ministre Toke Talagi, elle est plusieurs fois ministre par intérim de l'Agriculture, de la Sylviculture et des Pêcheries, remplaçant Pokotoa Sipeli lorsque celui-ci est à l'étranger ou indisposé durant la législature 2008-2011. Elle préside à ce titre, en avril 2011, un sommet de l'Organisation des Nations unies pour l'alimentation et l'agriculture pour les ministres de l'Agriculture des États océaniens du Pacifique sud-ouest (Australie, Îles Cook, Fidji, Kiribati, États fédérés de Micronésie, Nauru, Niué, Nouvelle-Zélande, Papouasie-Nouvelle-Guinée, Samoa, Îles Salomon, Tonga et Vanuatu) à Vavaʻu. En octobre 2010, elle est aussi Première ministre par intérim pendant quelques jours lorsque Toke Talagi est en Chine pour l'Exposition universelle de 2010 à Shanghai,,.
Battue aux élections de 2011, elle est candidate malheureuse également à celles de 2014,.
Journaliste pour la Broadcasting Corporation of Niue (en) (BCN), la société de radiodiffusion publique du pays, elle y devient senior reporter (journaliste principale) et cheffe du service d'information de la BCN. En septembre 2024 elle devient membre du comité de direction de la Pacific Islands News Association, association régionale de coopération entre les médias des petits États insulaires du Pacifique, présidée par le journaliste tongien Kalafi Moala. Elle y est la représentante des médias télévisés. 